# Bosc-Renoult-en-Ouche
Bosc-Renoult-en-Ouche település Franciaországban, Eure megyében. Lakosainak száma 140 fő (2018. január 1.). Bosc-Renoult-en-Ouche Ajou, La Barre-en-Ouche, Bois-Anzeray és Champignolles községekkel határos.

## Népesség
A település népességének változása:
| Lakosok száma | 173  | 153  | 176  | 154  | 139  | 156  | 157  | 140  | 141  | 140  |
|               | 1962 | 1968 | 1982 | 1990 | 1999 | 2008 | 2011 | 2013 | 2017 | 2018 |